# Средоселці
Средосе́лці (болг. Средоселци) — село в Разградській області Болгарії. Входить до складу общини Ісперих.

## Населення
За даними перепису населення 2011 року у селі проживали 318 осіб, з них 302 особи (99,7%) — турки.
Розподіл населення за віком у 2011 році:
Динаміка населення: